# Partido Libertário (Estados Unidos)
O Partido Libertário (em inglês:  Libertarian Party) é um partido político nos Estados Unidos que promove as liberdades civis, o não intervencionismo, o capitalismo laissez-faire e a limitação do tamanho e do escopo do governo. O partido foi concebido em agosto de 1971 em reuniões na casa de David Nolan em Westminster, Colorado, e foi oficialmente formado em 11 de dezembro de 1971 em Colorado Springs, Colorado.  A fundação do partido foi motivada em parte devido a preocupações sobre a administração Nixon, a Guerra do Vietnã, o alistamento obrigatório e a introdução da Moeda fiduciária.
O partido geralmente promove uma plataforma liberal clássica, em contraste com o liberalismo social e progressivismo do Partido Democrata e o conservadorismo do Partido Republicano. Gary E. Johnson, o candidato presidencial do partido em 2012 e 2016, afirma que o Partido Libertário é mais culturalmente liberal do que os democratas e mais fiscalmente conservador do que os republicanos. Suas posições de política fiscal incluem redução de impostos, abolição do Internal Revenue Service (IRS), redução da dívida governamental, permitindo que as pessoas optem por sair da Previdência Social, eliminar o Estado de bem-estar social, em parte por meio de instituições de caridade privadas. Suas posições de política cultural incluem o fim da proibição das drogas ilegais, reformar o sistema criminal americano, manter a Segunda Emenda, e acabar com a Pena de morte nos Estados Unidos. O Partido também apoia o Casamento entre pessoas do mesmo sexo e outros Direitos LGBT. Também apelou à retirada da OTAN. Em uma declaração de 7 de fevereiro de 2023, o partido se manifestou em apoio ao comício Rage Against the War Machine em Washington, D.C., e denunciou a ajuda americana à Ucrânia.

## Plataforma
A sua plataforma eleitoral é baseada em elementos da filosofia liberal clássica como a defesa de uma economia de livre mercado (laissez-faire), dos direitos individuais, como a liberdade de associação e orientação sexual, e a propriedade privada.
Anteriormente uma questão não consensual, a partir de 2014, seu programa passou a pedir a não-interferência do governo (a favor ou contra) nas questões relacionadas à gravidez. O partido é genericamente a favor do porte de armas para defesa pessoal e segundo interpretam a 2.ª Emenda da Constituição, e da abolição das leis que proíbem a prostituição e a posse e consumo de drogas para uso pessoal. É ainda contra o serviço militar obrigatório.
Este partido foi fundado em parte como alternativa ao governo republicano da época, quando o então-presidente Nixon decretou congelamento de preços e salários. O seu termo de adesão, o Princípio da Não Agressão (em inglês o Non-Aggression Principle ou NAP) é semelhante ao princípio moral formulado pela escritora imigrante Ayn Rand em abril de 1947 e reproduzido em "The Letters of Ayn Rand"

## Resultados eleitorais

### Eleições presidenciais
| Data | Candidato            | Cl.  | Votos     | %             | +/-  | Colégio Eleitoral | +/-     | Status     |
| ---- | -------------------- | ---- | --------- | ------------- | ---- | ----------------- | ------- | ---------- |
| 1972 | John Hospers         | 10.º | 3 674     | 0,01 / 100,00 |      | 1 / 538           |         | Não Eleito |
| 1976 | Roger MacBride       | 4.º  | 172 557   | 0,21 / 100,00 | 0,20 | 0 / 538           | 1       | Não Eleito |
| 1980 | Ed Clark             | 4.º  | 921 128   | 1,06 / 100,00 | 0,85 | 0 / 538           | Estável | Não Eleito |
| 1984 | David Bergland       | 3.º  | 228 111   | 0,25 / 100,00 | 0,81 | 0 / 538           | Estável | Não Eleito |
| 1988 | Ron Paul             | 3.º  | 431 750   | 0,47 / 100,00 | 0,22 | 0 / 538           | Estável | Não Eleito |
| 1992 | Andre Marrou         | 4.º  | 290 087   | 0,28 / 100,00 | 0,19 | 0 / 538           | Estável | Não Eleito |
| 1996 | Harry Browne         | 5.º  | 485 759   | 0,50 / 100,00 | 0,22 | 0 / 538           | Estável | Não Eleito |
| 2000 | Harry Browne         | 5.º  | 384 431   | 0,36 / 100,00 | 0,14 | 0 / 538           | Estável | Não Eleito |
| 2004 | Michael Badnarik     | 4.º  | 397 265   | 0,32 / 100,00 | 0,04 | 0 / 538           | Estável | Não Eleito |
| 2008 | Robert Laurence Barr | 4.º  | 523 715   | 0,40 / 100,00 | 0,08 | 0 / 538           | Estável | Não Eleito |
| 2012 | Gary E. Johnson      | 3.º  | 1 275 971 | 0,99 / 100,00 | 0,59 | 0 / 538           | Estável | Não Eleito |
| 2016 | Gary E. Johnson      | 3.º  | 4 058 500 | 3,29 / 100,00 | 2,30 | 0 / 538           | Estável | Não Eleito |
| 2020 | Jo Jorgensen         | 3.º  | 1 862 620 | 1,18 / 100,00 | 2,11 | 0 / 538           | Estável | Não Eleito |
| 2024 | Chase Oliver         | 5.°  | 650 126   | 0,42 / 100,00 | 0,76 | 0 / 538           | Estável | Não Eleito |